# Мисс Конгениальность 2: Прекрасна и опасна
«Мисс Конгениа́льность 2: Прекрасна и опасна» (англ. Miss Congeniality 2: Armed and Fabulous) — американский комедийный боевик 2005 года, с актрисой Сандрой Буллок в главной роли. Фильм является продолжением фильма «Мисс Конгениальность».

## Сюжет
Сюжет разворачивается спустя несколько недель после событий первого фильма, выступления Грейси Харт на конкурсе красоты «Мисс Америка». После всех подвигов, сделавших её звездой телевидения и прессы, Грейси получает новое назначение, уделяет все меньше времени оперативной работе, занимаясь написанием книги и съёмками в различных телешоу.
Когда выясняется, что её друзей — действующую победительницу конкурса красоты Шерил Фрейзер и импресарио Стэна Филдса — похищают в Лас-Вегасе, Грейси пытается принять участие в спасении. Однако
обращение Грейси к руководству ФБР приводит к конфликту, им не хочется терять визитную карточку своей организации в её лице, в опасении, что она может провалить операцию. Тогда Грейси и её «телохранитель» Сэм Фуллер по личной инициативе прибывают в Лас Вегас и начинают расследование под прикрытием. Анализируя запись обращения заложников с требованием выкупа в $5 млн, Грейси понимает, что целью похищения был именно Филдс, наживший долги на азартных играх. Шерил попала в руки преступников случайно. Грейси и Сэм в ходе расследования приходится принять участие в конкурсе двойников и шоу трансвеститов. Они узнают о том, что похитители были сотрудниками шоу пиратов в казино Treasure Island. В конце концов они расстраивают планы похитителей и спасают друзей. В финале Грейси и Сэм преодолевают личную неприязнь и решают стать партнерами.

## В ролях
| Актёр           | Роль                                  |
| --------------- | ------------------------------------- |
| Сандра Буллок   | Грейси Харт                           |
| Реджина Кинг    | Сэм Фуллер                            |
| Энрике Мурсиано | Джеф Форман                           |
| Уильям Шетнер   | Стен Филдс                            |
| Эрни Хадсон     | директор ФБР Гарри Макдональд         |
| Трит Уильямс    | помощник директора ФБР Уолтер Коллинс |
| Долли Партон    | камео                                 |
| Лесли Гроссман  | помощница Пэм                         |
| Хизер Бёрнс     | Шерил Фрейзер                         |
| Дидрих Бадер    | Джоел Мэйерс                          |
| Айлин Бреннан   | Кэрол Филдс                           |
| Элизабет Рём    | агент Дженет МакКарен                 |